# صلاح‌الدین بیطار
صلاح الدین البیطار (به عربی: صلاح الدین البیطار) (متولد ۱۹۱۲ – مرگ ۲۱ ژوئیه ۱۹۸۰) در شهر دمشق سوریه از تاریخ ۹ مارس ۱۹۶۳–۱۲ نوامبر ۱۹۶۳ تصدی نخست‌وزیری سوریه را برعهده داشت. همچنین وی از تاریخ ۱۳ مه ۱۹۶۴–۳ اکتبر ۱۹۶۴ و از ۱ ژانویه ۱۹۶۶–۲۳ فوریه ۱۹۶۶ نخست‌وزیر بود.

## زندگی‌نامه
بیطار در سال ۱۹۱۲ در منطقه میدان دمشق متولد شد، وی در یک فضای خانوادگی محافظه کار رشد کرد و قبل از تحصیلات متوسطه در مکتب انبار در یک مدرسه ابتدایی مسلمان تحصیل می‌کرد.